# Tania D'Amelio
Tania D'Amelio Cardiet (Provincia de Avellino, Italia; 5 de diciembre de 1971) es una abogada y política venezolana que fue diputada durante diez años, además de ser actualmente magistrada, segunda vicepresidenta y presidenta de la Sala Constitucional del Tribunal Supremo de Justicia de Venezuela. Fue rectora principal del Consejo Nacional Electoral (CNE), y presidenta de la Junta Nacional Electoral, un organismo subordinado al ente comicial que se encarga de la dirección, supervisión y control de todos los actos relativos al desarrollo de los procesos electorales y de referendos.

## Biografía
Egresó como abogada de la Universidad Santa María y se especializó en Derecho Tributario.

### Carrera política
Fue elegida como diputada a la Asamblea Nacional por el estado La Guaira entre 2000 y 2005, y luego reelegida para el periodo 2006-2010. En su paso por el Parlamento, formó parte de la comisión Familia, Mujer y Juventud y presidió la subcomisión permanente de Derechos de la Juventud.
Formó parte de la organización del referéndum revocatorio de 2004, en el comando de campaña del "¡No!" en apoyo a Hugo Chávez, donde dijo:

"Ajá. A Tania D’ Amelio, una responsabilidad muy importante. Ella va a tener contacto directo con las patrullas, es la primera patrullera pues, en todo el paÌs, me va a asegurar contacto directo mío y del Comando con las patrullas para hacer un feedback [...] así tiene que funcionar esto Tania D’ Amelio, pido para ella toda la colaboración y tiene toda la autoridad que yo le transfiero como comandante del Comando Maisanta para estas tareas”.
Programa radial de Chávez (23 de junio de 2004).

Fue reelegida diputada para el período 2006-2011, pero no terminó el período debido a la designación como rectora del CNE.

## Rectora del CNE
En 2009 fue designada rectora del Consejo Nacional Electoral para el período 2010-2016, y su período fue renovado para 2016-2023, junto con Socorro Hernández.
En junio de 2020 fue reelegida y juramentada como rector principal del Consejo Nacional Electoral por el TSJ. En el año 2021 fue ratificada y designada presidenta de la Junta Nacional Electoral por la Asamblea Nacional de Venezuela de mayoría oficialista. El gobierno violó la constitución de Venezuela, debido a que solo la Asamblea Nacional tiene competencias para convocar a la elección de un nuevo Consejo Nacional Electoral

## Sanciones internacionales
El Departamento de Estado de los Estados Unidos sancionó a ocho funcionarios del gobierno de Venezuela, todos ellos miembros de la Asamblea Nacional Constituyente y ex oficialistas que detentaron cargos dentro del gobierno de Nicolás Maduro y Hugo Chávez, según señala el texto, son artífices de la constituyente a través de la comisión presidencial para la ANC y el comando constituyente Zamora 200 y responsables de crear importantes fundaciones para la integración y operación del proceso constituyente.

“D’Amelio ha defendido públicamente la constituyente y se cree que es una de las investigadas por la destituida fiscal general Luisa Ortega Díaz, cuando se empezó a trabajar sobre las acusaciones de fraude en el proceso electoral”
Departamento de Estado de EEUU.

El 27 de marzo de 2018 es sancionada por el gobierno de Panamá dentro de una lista de funcionarios venezolanos consideradas de alto riesgo en materia de Blanqueo de Capitales, Financiamiento del Terrorismo y Financiamiento de la Proliferación de Armas de Destrucción Masiva